# Veronika Bilgeri
Veronika Bilgeri, po mężu Riesch (ur. 25 stycznia 1966 w Bad Tölz) – niemiecka saneczkarka, mistrzyni Europy.
Na igrzyskach startowała jeden raz, w 1988, kończąc zawody na 4 miejscu. Na mistrzostwach Europy wywalczyła dwa medale. W 1988 została mistrzynią Europy w drużynie zdobywając również srebro w starcie indywidualnym.

## Osiągnięcia

### Saneczkarstwo na zimowych igrzyskach olimpijskich
| Rok  | Miejsce | Jedynki |
| ---- | ------- | ------- |
| 1988 | Calgary | 4.      |